# الجنینه
الجنینه (به عربی: الجنینة) شهری در استان دارفور غربی کشور سودان است که جمعیت آن در سرشماری سال ۱۹۹۳ میلادی ۹۲٫۸۳۱ نفر بوده و در سال ۲۰۰۷ میلادی ۱۷۸٫۲۷۱ نفر تخمین زده شده است.
شهر جُنَینه مرکز استان دارفور غربی در سودان است. در پی کشمکش‌های نزاع دارفور شمار زیادی پناهنده به این شهر آمده‌اند که در اردوگاه‌هایی جا گرفته‌اند.